# Теракты в Мавзолее Ленина
Террористические акты, совершённые в Мавзолее Владимира Ильича Ленина:
- Взрыв в 1967 году — террористический акт, совершённый жителем города Каунаса Крысановым. В результате произошедшего взрыва погибло несколько человек.
- Взрыв в 1973 году — террористический акт, совершённый жителем города Горловки Донецкой области Саврасовым Николаем Николаевичем, 1939 года рождения, 1 сентября 1973 года в Мавзолее Ленина. В результате произошедшего взрыва погибли 3 человека, включая самого террориста, и получили ранения 16 человек, в том числе четверо школьников.

## Теракт в 1967 году
В сентябре 1967 года у Мавзолея Ленина житель Каунаса, некий Крысанов, совершил подрыв самодельного взрывного устройства. Взрыв повлёк за собой человеческие жертвы, после теракта установили бронестекло на саркофаг.

## Теракт в 1973 году
Саврасов Н. Н., спрятав под одеждой заранее изготовленное самодельное взрывное устройство, смешавшись с многочисленным потоком детей (в связи с 1 сентября в Мавзолей пришли школьные экскурсии), прошёл в Мавзолей. Охраной он был принят за школьного учителя и беспрепятственно попал в траурный зал. Поравнявшись с саркофагом с телом Владимира Ленина, террорист соединил контакты проводов на взрывном устройстве, в результате чего произошёл взрыв. Как позже было установлено, основная сила взрыва пришлась на саркофаг, но тот, укрытый под бронированное стекло после предыдущего покушения, остался невредимым.
В результате взрыва погибли сам террорист и следовавшая за ним супружеская пара, приехавшая из Астрахани. Тяжёлые ранения получили четверо детей школьного возраста, а солдат Кремлёвского полка, охранявших саркофаг, отбросило взрывной волной. От террориста на месте взрыва удалось найти только руку и фрагмент головы.
Обрывки документов, найденных на останках террориста, свидетельствовали, что это был ранее осуждённый на 10 лет лишения свободы мужчина, однако до сих пор точно неизвестно, принадлежали ли в действительности эти документы погибшему.
На место теракта в скором времени прибыли председатель Комитета госбезопасности СССР Юрий Андропов и его заместитель Георгий Цинёв, а также комендант Кремля генерал Сергей Шорников.
Основной версией следствия стала версия о маньяке, решившем увековечить себя совершением террористического акта в Мавзолее, но к каким-либо результатам расследование не привело.